# Scymnus fennicus
Norddvärgpiga (Scymnus fennicus) är en skalbaggsart som beskrevs av J. Sahlberg 1886. Scymnus fennicus ingår i släktet Scymnus, och familjen nyckelpigor. Arten är reproducerande i Sverige.